# Proyecto Rómulo
El proyecto Rómulo, también conocido como Cometa (acrónimo de COnexión MEditerránea de Transporte Alta tensión), es un enlace submarino de transporte de energía eléctrica construido en España entre la península y la isla de Mallorca. Conecta la subestación de Morvedre (Sagunto) cerca de Valencia con la de Santa Ponsa cerca de Palma de Mallorca.

## Historia
El 26 de septiembre de 2007, se firmaron los contratos entre Red Eléctrica de España y los fabricantes de cable Nexans y Prysmian. El 9 de octubre de 2009, se firmó el contrato con Siemens para proveer dos estaciones conversoras.
El tendido del primer cable se inició el 13 de enero de 2011 y el tendido del segundo cable se inició el 27 de enero de 2011. El primer cable fue puesto en su lugar por el barco Giulio Verne y el segundo cable fue tendido por el barco Nexans Skagerrak.
El proyecto Rómulo se encuentra en pleno servicio desde agosto del 2012 y tuvo un costo de 420 millones de euros. Durante el primer cuarto de año de operación, el operador estimó los ahorros en 25 millones de euros por año, debido a mayor eficiencia en la provisión de energía a las islas y menores derechos de carbono.
Se planea extender la conexión a Ibiza y Formentera con un segundo cable submarino, de 115 km de longitud y 800 m de profundidad, operando a 132 kV de corriente alterna.

## Descripción técnica
Este proyecto ha sido desarrollado por Siemens y el consorcio formado por la empresa italiana Prysmian y la noruega Nexans. El enlace tiene una capacidad de transmisión de 400 MW. Usa la tecnología de corriente continua de alta tensión (HVDC, en sus siglas en inglés) con una tensión de operación de 250 kV en configuración bipolar (2 cables de potencia con polaridad opuesta) y con retorno metálico por cable. La profundidad máxima del cable submarino de 237 km es de 1 485 m.